# هانك سكوت
هنري بيرد (هانك) سكوت (21 ديسمبر 1898 - 21 سبتمبر 1972) هو سياسي في مانيتوبا بكندا. خدم في الهيئة التشريعية لمانيتوبا من عام 1953 إلى عام 1958 كعضو في حزب المحافظين التقدمي. 
ولد سكوت في وينيبيغ. كان يملك مخبزًا، وكان عضوًا في مجلس المدينة في وينيبيغ قبل الدخول في السياسة الإقليمية. 
سعى سكوت لأول مرة إلى الهيئة التشريعية في مانيتوبا في انتخابات المحافظات لعام 1949، في دائرة وينيبيغ الجنوبية المكونة من أربعة أعضاء. خلال هذه الفترة، تم تحديد انتخابات مقاطعة مانيتوبا عن طريق صوت واحد قابل للتحويل. احتل المركز الثالث في الاقتراع الأول، إلا أنه تخلف في الترتيب في الاقتراعات اللاحقة وكاد يخسر الانتخابات بفارق ضئيل، وخسر أمام الليبرالي التقدمي بول باردال بفارق 200 صوت في الاقتراع النهائي. كان أكثر حظًا في انتخابات 1953،  حيث هزم المرشح المستقل لويس ستابز بأكثر من 500 صوت ليفوز بالمركز الرابع.
غادر سكوت حزب المحافظين التقدمي قبل انتخابات 1958 الإقليمية، حيث تم استبدال تصفيات وينيبيغ متعددة الأعضاء بدوائر المقعد الواحد. ترشح لإعادة انتخابه في دائرة سانت ماثيوز كمحافظ مستقل، لكنه انتهى المركز الرابع بواقع 260 صوتًا فقط. وكان الفائز المحافظ التقدمي ويليام مارتن، الذي حصل على 2,848 صوتًا.
بعد ترك السياسة، عمل في مجلس المرافق العامة والبلدية، ثم مجلس مانيتوبا للرقابة حتى عام 1970. انتقل سكوت إلى كالغاري في عام 1971، وتوفي هناك في العام التالي. 